# Kuseis
Kuseis (àrab: كريسة الشرقية, Kuraysa ax-Xarqiyya) és una vila palestina de la governació d'Hebron, a Cisjordània, situada 7 kilòmetres l'oest d'Hebron. Segons l'Oficina Central Palestina d'Estadístiques tenia 2.276 habitants el 2006. Les instal·lacions d'atenció primària de salut del poble estan designades pel Ministeri de Salut com a nivell 1.